# Klaustrofobi
Klaustrofobi eller cellskräck, är en irrationell rädsla, fobi, för att bli instängd. Personer med cellskräck har ofta problem med att åka hiss eller andra transportmedel med begränsat utrymme där man inte lätt kan stiga av under gång. Man kan drabbas av en panikattack och ibland så vill man också sätta sig ner och kura ihop sig till en liten boll för då känns det som om utrymmet ökar.
Ordet klaustrofobi kommer av nylatinets claustrophobia, som härleds ur latinets claustrum "slutet rum" och fobi ur grekiskans phobia, av phobos "fruktan", "skräck".